# Bunker (golf)
Pour les articles homonymes, voir Bunker.

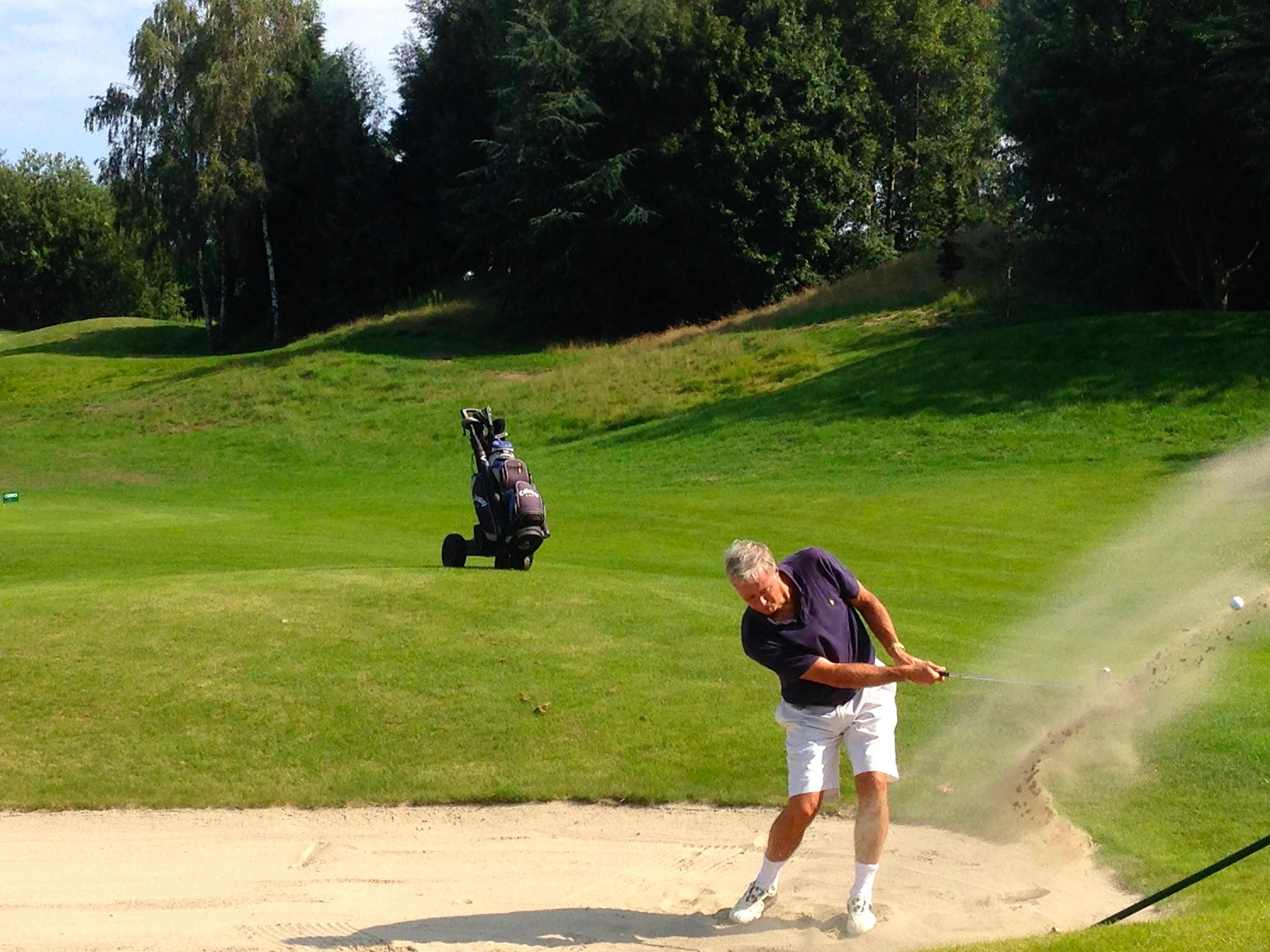
Sortie de bunker de green au Golf de Sept Fontaines.

Le bunker ou fosse de sable est un des obstacles d'un parcours de golf. Il s'agit d'une dépression remplie de sable ou d'un matériau similaire.
Le bunker est un obstacle technique car il est difficile d'effectuer une bonne sortie et il est souvent considéré comme une punition par le golfeur qui y envoie sa balle. Le club le plus approprié pour en sortir est le sand-wedge qui possède une face très ouverte ce qui permet de faire décoller la balle plus facilement. Après avoir joué son coup à l'intérieur du bunker, le joueur ou son caddy doit enlever toutes traces de son passage soit en ratissant avec le râteau prévu à cet effet à proximité du bunker ou bien avec son club.
Selon les règles du golf, le joueur ne doit pas toucher le sable avant de jouer son coup même pour faire un coup d'essai, il encourt sinon deux points de pénalités en stroke-play, la perte du trou en match-play.

## Différents types de bunker
On distingue deux grands types de bunker. Les bunkers de fairway, souvent sur les trous en par 4 et 5, sont placés soit sur le fairway lui-même à portée de tir au drive soit en bordure de fairway. Ils ont pour but de ralentir la progression du joueur. Les bunkers de green, quant à eux, se situent devant ou derrière le green et sont présents afin de rendre plus difficile l'attaque du drapeau.

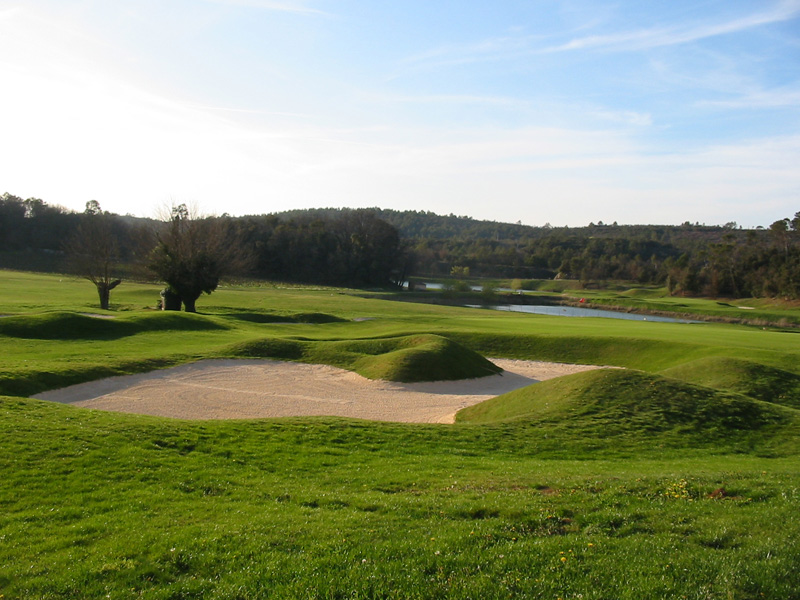
Bunker de fairway.
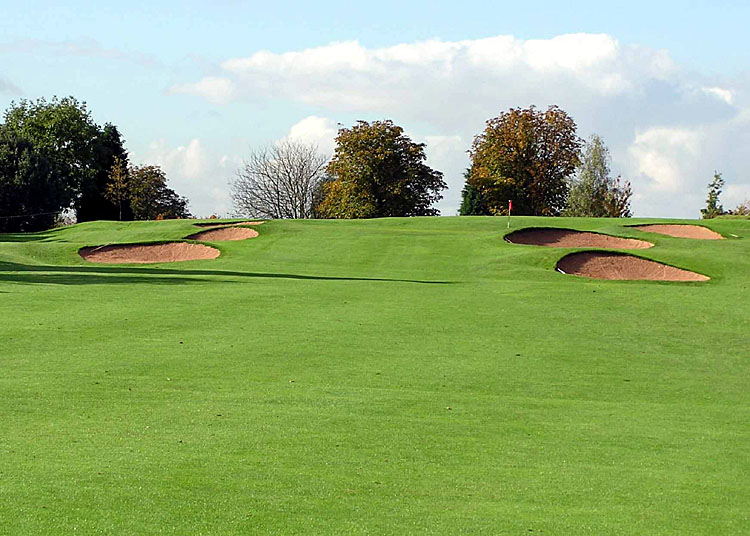
Bunkers de green au Filton Club, Bristol, Angleterre.